# Болници в София
Това е списък на болниците в София – най-вече тези, които имат изградени Интернет сайтове.

## Университетски болници
- УБ „Лозенец“ (към СУ)

### Университетски многопрофилни болници за активно лечение (УМБАЛ)
- МБАЛ „Национална кардиологична болница“
- УМБАЛ „Свети Иван Рилски“
- УМБАЛ „Александровска“
- УМБАЛ „Света Анна“
- УМБАЛ „Света Екатерина“
- УМБАЛ „Царица Йоанна – ИСУЛ“
- УМБАЛСМ „Н. И. Пирогов“ (спешна медицина)
- МБАЛ към ВМА
- Аджибадем Сити Клиник Болница Токуда
- УМБАЛ „Софиямед“

### Университетски специализирани болници за активно лечение (УСБАЛ)
- Специализирана болница за активно лечение по ортопедия и травматология „Проф. Бойчо Бойчев“ (Горна Баня)
- Университетска специализирана болница за активно лечение по ендокринология „Акад. Ив. Пенчев“
- Университетска акушеро-гинекологична болница „Майчин дом“
- Специализирана болница за активно лечение по детски болести „Проф. Иван Митев“
- Университетска специализирана болница за активно лечение по лицево-челюстна хирургия
- Многопрофилна болница за активно лечение по неврология и психиатрия „Свети Наум“
- Специализирана болница за активно лечение по белодробни болести „Св. София“

## Многопрофилни болници за активно лечение (МБАЛ)
- Първа МБАЛ
- Втора МБАЛ
- Четвърта МБАЛ
- Пета МБАЛ
- МБАЛ „Света София“
- МБАЛ „Райна Княгиня“
- МБАЛ „Вита“
- Национална многопрофилна транспортна болница „Цар Борис ІІІ“
- МБАЛ „Надежда"

## Специализирани болници за активно лечение (СБАЛ)
- Първа специализирана акушеро-гинекологична болница за активно лечение „Света София“
- Втора специализирана акушеро-гинекологична болница за активно лечение „Шейново“
- Специализирана акушеро-гинекологична болница за активно лечение „Свети Лазар“
- Специализирана болница за активно лечение по онкология
- Специализирана болница за активно лечение на деца с онкохематологични заболявания
- Специализирана болница за активно лечение по очни болести „Зора“
- Специализирана болница за активно лечение по очни болести „Зрение“
- Специализирана болница за активно лечение по очни болести „Ден“
- Специализирана очна болница за активно лечение „Академик Пашев“
- Специализирана болница за активно лечение по ортопедия и травматология „Витоша“
- Специализирана болница за активно лечение по ортопедия и травматология Екта
- Специализирана болница за активно лечение по инфекциозни и паразитни болести „Проф. Иван Киров“
- Специализирана болница за активно лечение по травматология, ортопедия и спортна медицина „Проф. д-р Димитър Шойлев“
- Специализирана хирургична болница за активно лечение „Св. Мина“
- Специализирана хирургична болница за активно лечение „Св. Богородица“
- Хематологична болница „Йоан Павел“

## Специализирани болници за долекуване и продължително лечение (СБДПЛ)
- Специализирана болница по вътрешни болести за долекуване и продължително лечение – Бухово
- Специализирана болница по вътрешни болести за долекуване и продължително лечение – Драгалевци
- Специализирана болница по вътрешни болести за долекуване и продължително лечение – Панчарево
- Специализирана болница за долекуване, продължително лечение и рехабилитация – Кремиковци
- Специализирана болница за долекуване, продължително лечение и рехабилитация на деца с церебрална парализа „Света София“
- Национална специализирана болница за физикална терапия и рехабилитация
- Специализирана болница за рехабилитация – Национален комплекс

## Диспансери
- Първи областен диспансер за пневмо-фтизиатрични заболявания без стационар - София
- Областен диспансер за онкологични заболявания без стационар - София
- Областен диспансер за психиатрични заболявания със стационар - София
- Областен диспансер за кожно-венерологични заболявания без стационар - София
- Областен диспансер за онкологични заболявания със стационар - София област
- Областен диспансер за психични заболявания със стационар - София област
- Областен диспансер за пневмо-фтизиатрични заболявания със стационар - София област
- Областен диспансер за кожни и венерически заболявания със стационар - София област

## Други
- Държавна психиатрична болница за лечение на наркомании и алкохолизъм

## Закрити болници
- Международна католическа болница „Княгиня Клементина“.